# Batrachedra heliota
Batrachedra heliota là một loài bướm đêm thuộc họ Batrachedridae. Loài này có ở Nam Phi.